# Dead by April
Pour les articles homonymes, voir DBA.
Dead by April (DBA) est un groupe de metalcore suédois originaire de Göteborg.
Le groupe est constitué de Christopher Kristensen, Pontus Hjelm, Marcus Wesslén et Marcus Rosell. Malgré de nombreux changements en ligne tout au long de leur carrière, Marcus Wesslén et Pontus Hjelm sont restés cohérents depuis leur premier album.

## Biographie

### Débuts et sortie du premier album (2007 - 2009)
Le groupe est formé en 2007 par Jimmie Strimmel, chanteur du groupe Nightrage et Pontus Hjelm qui écrivait les chansons. Dès ses premières années, le groupe ne commercialise officiellement aucun média, bien que la plupart de leurs musiques, qu'ils ont partagé avec leurs amis, se sont rapidement répandu sur des sites de partages gratuits dont leurs titres Lost et Stronger. Pendant ce temps, le groupe jouait localement à Göteborg. Le 13 mai 2009, le groupe sort leur premier album éponyme qui est composé de 14 titres.

### Incomparable(2010 - 2011)
Le 23 avril 2010, le groupe annonce sur sa page MySpace officielle le départ de Pontus Hjelm (guitariste, compositeur et chanteur) de Dead by April. La raison de son départ était qu'il ne souhaitait pas continuer en tant que membre du groupe pour se focaliser sur la composition. Bien qu'il n'était plus officiellement membre du groupe, il souhaitait malgré tout composer pour Dead by April. Il est remplacé par Zandro Santiago. Le 17 mai, le groupe diffuse le quatrième single de son premier album. Le 22 octobre 2010, Johan quitte la bande « pour des raisons personnelles ». Le groupe recherche un nouveau guitariste via les réseaux sociaux FaceBook et YouTube. Pendant leur tournée au Royaume-Uni avec My Passion, Johan est remplacé par le guitariste Joel Nilsson.
En août 2010, ils annoncent leur nouvel album bien que le titre n'ait été officiellement communiqué. Le titre More Than Yesterday est joué en live lors de leur tournée au Royaume-Uni et en Suède et fait la promotion de leur nouvel album, Stronger. Jimmie charge une vidéo démo sur sa chaîne YouTube. En Russie, le batteur des Death Destruction Jonas Ekdahl remplace Alexander. Jonas en est le batteur pendant 3 à 5 mois.
Leur nouvel album sort le 21 septembre 2011 et se nomme Incomparable.

### Exclusion de Jimmie Strimell et nouveaux projets (2011 - 2013)
Le 4 juillet 2011, le groupe annonce le titre de son nouvel album Incomparable, annoncé pour le 21 septembre bien qu'il fût supposé un retard dès octobre,. La couverture de l'album devrait être diffusé sur Facebook si leur page atteint le 230 000 « j'aime ». Zandro Santiago commente le genre musical du groupe, expliquant que « [Dead by April est un] groupe de metal et boyband pop. Les fans de metal risquent de ne pas bien le prendre ». Incomparable atteint la deuxième place des classements musicaux suédois.
Dead by April joue le titre Dancing in the Neon Light avec Lena en 2011. Ils jouent au Melodifestivalen dès le début de 2012 ; il atteint la septième place grâce au titre Mystery. Le 18 mars 2013, le groupe annonce sur leur site, que Jimmie Strimell ne fait plus partie du groupe. Il est remplacé par Christoffer Stoffe Andersson.

### Let the World Know(2014)
L'annonce de cet album a commencé en octobre 2012, à la suite des différents enregistrements du groupe, pour se finaliser en décembre 2013; l'enregistrement de l'album aura duré 13 mois en tout.
Le 25 mai 2013, le groupe sort un sigle intitulé Freeze Frame et le 6 décembre 2013 sort As a Butterfly, annonçant la sortie du nouvel album.
La liste des titres ainsi que la pochette de l'album ont été publiés sur la page Facebook du groupe, le 9 décembre 2013.
Le 12 février 2014, le nouvel album Let the World Know est disponible. Il contient 14 titres, et est plus varié que les précédents, contenant des influences metal, pop et même dubstep. Peu après la sortie de l'album, Alexander Svenningsson quitte le groupe et est remplacé par le batteur de Ends With a Bullet, Marcus Rosell. En décembre 2014, Zandro Santiago quitte le groupe pour une carrière musicale en solo, il adressa d'ailleurs un message de remerciement au fans via la page Facebook officielle du groupe. Pontus Hjelm prendrait sa place en tant que chanteur, revenant au rôle qu'il avait quitté en 2010.

### Préparation du quatrième albumWorlds Collide,retour de Jimmie Strimell et sorties de plusieurs EP (2015 - 2017)
Dead by April a annoncé en juillet 2015 sur sa page Facebook l'enregistrement d'un quatrième album studio. Fin septembre 2015, ils ont annoncé la sortie de leur prochain album en 2016.
En août 2016, ils ont annoncé que le prochain album est officiellement terminé. Le 21 septembre 2016, ils ont annoncé la sortie de leur premier single en octobre / novembre 2016. Ils auront également une tournée européenne du 7 au 22 décembre 2016 dans différents endroits (Allemagne, Espagne, Italie...) soutenus par les deux groupes : Atheena et Beyond All Recognition. Le 2 décembre 2016, ils ont sorti un clip vidéo lyrique pour le single Breaking Point sur YouTube et le 27 janvier 2017, un clip lyrique intitulé My Heart Is Crushable.
Le 7 avril 2017, ils ont sorti leur quatrième album Worlds Collide.
Le 19 avril 2017, Stoffe a annoncé qu'il ne faisait plus partie de Dead by April. En avril 2017, le groupe a confirmé le départ de Stoffe pour des raisons personnelles.
Le 2 mai 2017, Dead by April a confirmé que Jimmie Strimell avait rejoint le groupe via Facebook. Le 1er septembre 2017, le groupe a publié un EP Worlds Collide (Jimmie Strimell Sessions) mettant en vedette Jimmie Strimmel sur quatre pistes de l'album Worlds Collide.
Le 15 septembre 2017, le groupe a publié une reprise de la chanson de Linkin Park, Numb, en hommage à Chester Bennington, décédé 2 mois plus tôt. Il s'agit du premier morceau enregistré depuis que Jimmie est revenu dans le groupe.
Le 20 octobre 2017, ils ont sorti un EP acoustique Worlds Collide (Acoustic Sessions) sur quatre autres chansons du même album.
Le 26 décembre 2017, ils ont sorti leur première reprise métal de la chanson Marche Militaire de Franz Schubert. La chanson dure 1:06 et est instrumentale.

### Chansons réenregistrés surApril Armyet Jimmie Strimell de nouveau exclu (2018 - 2020)
Le 29 janvier 2018, Pontus Hjelm a indiqué sur son profil facebook qu'il avait commencé à écrire de nouvelles chansons pour le groupe. Le 9 février 2018, le groupe a publié sur sa page Facebook une photo de Jimmie Strimell enregistrant au Studio PH en Suède avec la description « Travailler sur de nouvelles chansons #deadbyapril #2018 ». Le 13 janvier 2019, ils ont publié leur Plateforme April Army. Le 18 janvier 2019, le groupe publie As A Butterfly ré-enregistrée avec Jimmie Strimell et Pontus Hjelm et mixée uniquement sur la plateforme April Army. Le 22 janvier 2019, le groupe a annoncé via sa page Facebook que Hold On, mixée et ré-enregistrée avec Jimmie Strimell et Pontus Hjelm, sortira en février sur la plateforme April Army. Le 4 février 2019, ils ont confirmé que la chanson sera publiée le 13 février 2019 uniquement sur la Plateforme.
Le 6 mars 2020, le groupe annonce sur leur site et sur Instragram avoir de nouveau exclu Jimmie Strimell à cause de sa rechute dans l'alcool. Il a été remplacé par Christopher Kristensen.
Le 6 juin 2020, le groupe publie un nouveau single intitulé Memory en introduisant Kristensen comme nouveau screamer. Le 25 septembre 2020, le groupe publie une version orchestrale de Memory.
Le 18 décembre, ils sortent une cover métal de Libéré, délivré (Let It Go) du film Disney La Reine des Neiges.

### Nouveaux singles et sortie de l'EPBreak My Fall(2021-2023)
À la suite de Memory, le groupe publie Heartbeat Failing le 12 mars 2021.
Le 18 juin 2021, ils ont sorti Collapsing avec une version orchestrale qui sortira le 1er juillet 2022.
Le 20 octobre 2021 sort Anything at all dont la version orchestrale sortira le 10 décembre 2021 et une version EDM le 17 décembre 2022.
Le 7 mai 2022, ils sortent Better than you.
Le 7 octobre 2022 ils publient Me.
Le 16 février 2023, le groupe sort un nouveau single en collaboration avec le groupe The Day We Left the Earth qui s'intitule Wasteland.
Le 7 avril 2023, le groupe sort un nouveau single intitulé Dreamlike.
Le 27 octobre, le groupe participe de nouveau avec le groupe The Day We Left Earth sur la chanson Hurricane.
Fin octobre, le groupe annonce sortir un EP intitulé Break My Fall qui contient deux chansons : Feeding Demons en duo avec Self Deception sortie le 10 novembre et Break My Fall en duo avec Samuel Ericsson le 24 novembre.

### The Affliction(depuis 2024)
Le 24 février 2023, le groupe annonce sur Instagram la sortie d'un nouvel album prévu pour le 5 mai 2023.
Le 22 avril 2023, Pontus Hjelm annonce sur Instagram le report de l'album pour une date ultérieure à la suite de problèmes personnels. Il annonce sortir un single à la place qui est intitulé My Lights.
Le 12 décembre 2023, le groupe annonce sur leur Instagram la sortie de l'album pour le 26 janvier 2024 et se nommera The Affliction. La tracklist a été dévoilée début janvier et comprend 12 chansons dont certaines qui sont sorties en single les années précédentes. Il comporte notamment plusieurs duo dont The Day We Left Earth et Samuel Ericsson. Le groupe décide prendre un virage avec de l'influence rap via Samuel Ericsson.
Lors de la sortie de l'album, le groupe sort le single Outcome avec en duo Samuel Ericsson et Smash Into Pieces.
C'est, par ailleurs, le deuxième album du groupe contenant des duos après Worlds Collide.
Le 7 avril, le groupe annonce sur les réseaux sociaux que le batteur, Marcus Rossel, a quitté le groupe après 10 ans de collaboration.

## Membres

### Membres actuels
- Pontus Hjelm - guitare (2007 - 2010; Depuis 2012), chant (2007 - 2009; Depuis 2014)
- Marcus Wesslén - basse (Depuis 2008), backing growls (Depuis 2017)
- Christopher Kristensen - chant, screaming (Depuis 2020)

### Anciens membres
- Jimmie Strimell  - screaming, chant  (2007 - 2013; 2017 - 2020)
- Christoffer Stoffe Andersson – screaming (2013 - 2017)
- Alexander Svenningsson – batterie (2007 - 2014)
- Zandro Santiago - chant (2010 - 2014)
- Johan Olsson – guitare, chœur (2007 - 2010)
- Henric Carlsson – basse (2007)
- Marcus Rosell - batterie  (2014 - 2024)

## Discographie

### Singles
- Losing You (2009)
- Within My Heart (2011)
- Calling (2011)
- Lost (2011)
- Freeze Frame (2013)
- As a Butterfly (2013)
- Beautiful Nightmare (2014)
- Breaking Point (2016)
- My Heart is Crushable (2017)
- Warrior (2017)
- Memory (2020)
- Bulletproof (2020)
- Heartbeat Failing (2021)
- Collapsing (2021)
- Anything at all (2021)
- Better than you (2022)
- Me (2022)
- Wasteland [avec The Day We Left the Earth] (2023)
- Dreamlike (2023)
- My Light (2023)
- Hurricane [avec The Day We Left the Earth] (2023)
- Feeding Demons [avec Self Deception] (2023)
- Break My Fall [avec Samuel Ericsson] (2023)
- Brain Tissue (2025)

## Vidéographie
| Année | Titre de la Chanson                   | Album              | Vidéo                                                                      |
| ----- | ------------------------------------- | ------------------ | -------------------------------------------------------------------------- |
| 2009  | Losing You                            | Dead by April      | [vidéo] « Visionner la vidéo », sur YouTube                                |
| 2009  | Angels of Clarity                     | Dead by April      | [vidéo] « Visionner la vidéo », sur YouTube                                |
| 2011  | Calling                               | Incomparable       | [vidéo] « Visionner la vidéo », sur YouTube                                |
| 2011  | Lost                                  | Incomparable       | [vidéo] « Visionner la vidéo », sur YouTube                                |
| 2012  | Stronger                              | Incomparable       | [vidéo] « Visionner la vidéo », sur YouTube                                |
| 2013  | Crossroads                            | Incomparable       | [vidéo] « Visionner la vidéo », sur YouTube                                |
| 2013  | Freeze Frame                          | Let The World Know | [vidéo] « Visionner la vidéo », sur YouTube                                |
| 2014  | As A Butterfly                        | Let The World Know | [vidéo] « Visionner la vidéo », sur YouTube                                |
| 2014  | Beautiful Nightmare                   | Let The World Know | [vidéo] « Visionner la vidéo », sur YouTube                                |
| 2017  | Warrior                               | Worlds Collide     | [vidéo] « Visionner la vidéo », sur YouTube                                |
| 2018  | For Every Step (feat. Tommy Körberg)  | Worlds Collide     | [vidéo] « Visionner la vidéo », sur YouTube (consulté le 12 avril 2023)    |
| 2021  | Heartbeat Failling                    | The Affliction     | [vidéo] « Visionner la vidéo », sur YouTube (consulté le 12 avril 2023)    |
| 2021  | Collapsing                            | Collapsing         | [vidéo] « Visionner la vidéo », sur YouTube (consulté le 12 avril 2023)    |
| 2021  | Anything at All                       | The Affliction     | [vidéo] « Visionner la vidéo », sur YouTube (consulté le 12 avril 2023)    |
| 2022  | Better Than You                       | Better Than You    | [vidéo] « Visionner la vidéo », sur YouTube (consulté le 12 avril 2023)    |
| 2023  | Dreamlike                             | The Affliction     | [vidéo] « Visionner la vidéo », sur YouTube (consulté le 28 novembre 2023) |
| 2023  | Break My Fall (feat. Samuel Ericsson) | The Affliction     | [vidéo] « Visionner la vidéo », sur YouTube (consulté le 28 novembre 2023) |